# Daniel Di Sabatino
Daniel Di Sabatino (n. San Vicente, Buenos Aires, Argentina; 6 de julio de 1956) es un funcionario argentino, ex intendente del Partido de San Vicente, luego de vencer en los comicios a Antonio Arcuri por 64 votos en 2007. La victoria cortó la gestión de doce años de la señora Brigida Malacrida de Arcuri al mando del partido.

## Biografía
Di Sabatino nació en el seno de una familia de clase media baja donde su padre era un reconocido zapatero. Cursó sus estudios primarios en el Instituto San José y los secundarios en la Escuela Nacional de Comercio y Anexo de San Vicente, donde terminó la escuela en 1973. Es casado y tiene tres hijos. 
Con la vuelta de la democracia, el 10 de diciembre de 1983, incursionó en política en el Senado de Buenos Aires desempeñándose como prosecretario de Comercio e Industria hasta el año 1987. Egresó como contador público en la Universidad Nacional de Lomas de Zamora en 1997. Se interesó en la política del Partido de San Vicente y luego de varias ocupaciones en la Municipalidad, en la Provincia y en la Nación decidió postularse para Intendente. 
El 28 de octubre de 2007 venció a su contrincante Antonio Arcuri y asumió el 11 de diciembre de 2007. El 14 de agosto de 2011 se impuso en las elecciones primarias, abiertas y simultáneas y preparó su carrera para presentarse como candidato a intendente por el Frente para la Victoria, acompañando en la boleta a Daniel Scioli, como candidato a gobernador de Buenos Aires y a Cristina Fernández de Kirchner a presidente de la Nación.
El 23 de octubre de 2011, obtuvo más de 11.000 votos en las elecciones generales y vence por más de veinte puntos de diferencia a sus competidores. Di Sabatino consolidó su espacio político e inició una nueva etapa hacia 2015. En los siguientes años y entre crecientes críticas a su gestión que se tradujeron en derrotas de las listas oficialistas en las elecciones municipales de 2013 y en las internas de 2015, Di Sabatino abandonó el cargo en diciembre de 2015 derrotado en las elecciones por la alianza UCR-Cambiemos, que consagró a Mauricio Gómez como intendente.